# 菖蒲町
菖蒲町（日语：／ Shōbu machi */?）是埼玉縣東北部的一個人口約2萬1千人的町。位于南埼玉郡最北端。已於2010年3月23日與久喜市、栗橋町、鷲宮町合併為新設置的久喜市。